# 敗臼一
败臼一（γ Gru/天鹤座γ）是南天星座天鹤座的一颗恒星。视星等3.0，是天鹤座的第三亮星。
基于视差测量，该星距离地球大约211光年。恒星分类B8III，亮度分类III代表它是一个已经耗尽核心的氢并演化离主序带的巨星。败臼一的光度大约是太阳的470倍，很多的能量都以紫外线辐射出。表面温度12,520K，散发出蓝白色的光芒。败臼一的自转相对快速，恒星自转速度为57km/s。相比之下，太阳赤道的自转速度只有2km/s。
分析依巴谷卫星收集到的数据，该星可能有相同自行的伴星，对败臼一造成引力干扰。